# Robert Becker (Shorttracker)
Robert Becker (* 11. April 1987 in Dresden) ist ein deutscher Shorttracker.

## Karriere
Im Dezember 2005 überzeugte Becker als 18-jähriger Debütant bei den Olympic Days in seiner Heimatstadt Dresden. Nachdem er Anfang 2006 bei der Juniorenweltmeisterschaft erste internationale Erfahrungen gesammelt hatte, stieg er zu Saisonbeginn 2006/07 vom A-Junioren zum Senioren, also zum Nationalkaderathleten, auf. Dementsprechend setzte die DESG den Athleten schon beim ersten Weltcup des neuen Winters ein, bei den im chinesischen Changchun ausgetragenen Rennen. Unter etwa 30 Startern erreichte er dort in beiden Einsätzen den 20. Rang. Mit weiteren guten Ergebnissen, beispielsweise einem zwölften Rang im Februar 2007, etablierte er sich in der erweiterten Weltspitze und belegte zu Saisonende dank seiner konstanten Platzierungen den 13. Rang im 500-Meter-Weltcup. Zugleich wurde er in dieser Saison erstmals deutscher Meister mit der Staffel und gewann zusätzlich drei Einzelmedaillen. Mit 20 Jahren gehörte er damit ab 2007 zur nationalen Elite, wenngleich Tyson Heung, der als erster Deutscher den 500-Meter-Weltcup gewinnen konnte, noch erfolgreicher war.
In der Saison 2007/08 ließen die Erfolge Beckers ein wenig nach. Trotz eines weiteren 15. Ranges platzierte er sich in den Gesamtwertungen nicht unter den besten 30; lediglich in der Staffel gelang ihm einmal der Finaleinzug und somit ein vierter Rang. Bei den Deutschen Meisterschaften erreichte er erneut vier Medaillen, einschließlich einer goldenen mit der Staffel. Auch im darauffolgenden Winter blieb die Situation ähnlich: Bei den Einzelwettkämpfen zeigte Becker solide Leistungen – in Dresden erreichte er als bestes Ergebnis einen elften Platz – und wurde in der Staffel regelmäßig eingesetzt. In den letzten beiden Staffelrennen der Saison gelang Deutschland dann zum ersten Mal seit zwei Jahren wieder ein Podestresultat, jeweils ein dritter Rang. Bei den Welt- und Europameisterschaften wiederholte Deutschland allerdings nicht die Ergebnisse aus dem Weltcup, sondern schied medaillenlos im Halbfinale aus.
Die erste olympische Saison für Becker begann bereits im September, sodass auch die Qualifikationswettkämpfe für die deutschen Shorttracker früh in der Saison stattfanden. Diese Qualifikation war an einige Weltcuprennen gekoppelt, bei denen der Dresdner auf den Einzelstrecken zwar weniger erfolgreich startete, dafür aber mit der Staffel die Olympianorm erfüllte. Dazu reichte ein vierter Rang beim letzten Weltcup in Marquette aus. Gemeinsam mit 43 anderen deutschen Sportlern und als einer von insgesamt sechs Shorttrackern wurde Becker vom DOSB am 17. Dezember 2009 für die Olympischen Winterspiele in Vancouver nominiert.